# Stadio Vicente Calderón
Lo stadio Vicente Calderón (in spagnolo: estadio Vicente Calderón) è stato uno stadio di calcio sito a Madrid. Ha ospitato le partite interne dell'Atlético Madrid dal 1966 al 2017. Aveva una capacità di 54 907 spettatori.

## Storia

### Inizi
Il 17 marzo 1961 Javier Barroso acquistò i terreni (35 000 m² a riva del Manzanarre) per la costruzione di un nuovo stadio che rimpiazzasse l'Estadio Metropolitano de Madrid, che stava diventando piccolo per le esigenze del club. Nello stesso anno vennero avviati i lavori del nuovo impianto.
Per il finanziamento del nuovo stadio, nel 1958 l'Atlético Madrid dovette emettere delle obbligazioni che furono sottoscritte in gran parte dai soci del club, che così contribuirono con i loro risparmi alla costruzione dello stadio.
Il 2 ottobre 1966 l'Estadio Manzanares, dalla capienza di 62 000 spettatori, venne inaugurato con una partita tra Atletico e Valencia, che terminò 1 a 1. Fu il primo stadio in Europa ad avere tutti posti a sedere. 
Il 16 aprile 1967 venne disputato il primo derby madrileno contro il Real Madrid; l'incontro terminò con un pareggio per 2 a 2.
| Arbitro: | Mariano Medina Iglesias |

|              |           |             |
| Aragonés 20’ | Marcatori | 71’ Paquito |

### Vicente Calderón
Nella Giunta Generale del club del 14 luglio 1971 venne sancito il cambio di nome dell'impianto, e il nome scelto fu Estadio Vicente Calderón, in onore dell'allora presidente del club, Vicente Calderón.
Terminate le modifiche, l'Estadio Vicente Calderón fu ancora una volta inaugurato il 23 maggio 1972, alla presenza dell'allora Presidente del Consiglio dei Ministri, Francisco Franco, del Principe di Spagna, Juan Carlos e del Presidente delle Cortes Generales, Alejandro Rodríguez de Valcárcel. Per l'occasione si affrontarono la selezione spagnola contro l'Uruguay, con la vittoria della Roja per 2 a 0. I gol furono realizzati da Óscar Valdez e da José Eulogio Gárate.
In una Giunta Generale Straordinaria del club, celebrata il 4 giugno 1980, fu approvato un budget di 451 000 000 pesetas per la ristrutturazione dell'impianto sportivo, in vista dei Mondiali del 1982. Di questi, 190 000 000 corrispondevano a fondi del Club Atlético de Madrid, e il resto provenivano da fondi sovvenzionati dal Comitato Organizzatore della Coppa del Mondo della FIFA. Dei lavori fu incaricato l'architetto Juan José Barroso.
Nel 2003 l'impianto ha ricevuto dall'UEFA la qualifica di Stadio 5 stelle.
L'Estadio Vicente Calderón si caratterizza per il passaggio dell'autopista M-30 al di sotto delle tribune nel senso che va dal Nudo Sur a Puente Segovia.
All'interno sono presenti esercizi commerciali, uffici, una clinica medica, oltre al punto di distribuzione del merchandising del club, il bar, il Museo storico del Club e una zona dedicata ai bambini.

### Chiusura dell'impianto
Il 14 ottobre 2008 l'UEFA ha sanzionato l'Atlético Madrid con la chiusura dello stadio per due partite in virtù degli incidenti occorsi nelle tribune durante l'incontro del 1º ottobre della Fase a Gruppi della UEFA Champions League 2008-2009 tra l'Atlético e l'Olympique Marsiglia.

### Cambio di sede
Il 30 luglio 2007 l'Atlético de Madrid, il birrificio Mahou e il l'Ayuntamiento di Madrid hanno firmato un accordo per la riqualificazione dei terreni della zona in cui si trovano attualmente lo stadio Vicente Calderón e la fabbrica della Mahou, per far sì che entro tre anni la squadra vada a disputare gli incontri casalinghi all'Estadio Wanda Metropolitano, conosciuto in passato come Estadio de la Peineta. Questo stadio avrà una capienza di 70 000 spettatori e sarà totalmente coperto.
Visti gli insuccessi per l'organizzazione dei Giochi olimpici del 2016 e dei Mondiali di calcio del 2018, lo stadio Vicente Calderón continua a essere l'impianto dell'Atlético Madrid fino al 2017. L'inizio dei lavori di costruzione dell'Estadio Olímpico de Madrid ha avuto luogo nel dicembre 2011.
Dopo il 2016 l'impianto è diventato di proprietà dell'Atlético Madrid. La demolizione dello stadio Vicente Calderón è avvenuta tra il 13 febbraio 2019 ed il 6 luglio 2020 e il suo posto verrà preso da un parco, il Parque Atlético de Madrid. L'accordo per la distruzione dello stadio non ha ricevuto una buona accoglienza da parte della tifoseria dell'Atlético, che ha manifestato la propria contrarietà per il fatto che il tutto contribuirebbe a decapitalizzare il club. Le proteste furono guidate dalla Plataforma Salvemos el Calderón e dalla Asociación Señales de Humo.

### Ultima partita
| Arbitro: | Javier Estrada Fernández |

|                                 |           |              |
| F. Torres 8’, 11’ Á. Correa 89’ | Marcatori | 71’ Williams |

## Architettura
Lo stadio Vicente Calderón era singolare per la sua forma architettonica, che poteva essere divisa in quattro grandi zone: Preferencia, Lateral, Fondo Norte e Fondo Sur.
La Preferencia fu l'ultima parte dello stadio a essere terminata nel 1972, a causa delle difficili condizioni in cui versava il club all'epoca, e anche per l'ubicazione dello stadio, sulle sponde del fiume Manzanarre. Qui si trovano le infrastrutture principali, oltre alle panchine, gli spogliatoi, la sala stampa, il palco d'onore, i palchi VIP, eccetera. È l'unico settore provvisto di copertura, sostenuta da 22 travi di cemento armato che aggettano sulla struttura principale della tribuna. La Preferencia si divide in varie zone: al primo piano si trova la tribuna, che accoglie i posti più vicini al terreno di gioco, la tribuna centrale, l'Antepalco, la Tribuna d'onore, il Superpalco, le Tribune VIP Norte e Sur di Preferencia, i Palchi della Tribuna di Preferencia; e nel piano superiore la Tribuna Superiore Bassa, i Palchi della Tribuna Superiore Alta, i Box VIP, la Tribuna Superiore Alta e infine la tribuna stampa.

## Incontri del campionato del mondo 1982
- Austria -  Francia 0-1 (gruppo D - secondo turno - 28 giugno)
- Austria -  Irlanda del Nord 2-2 (gruppo D - secondo turno - 1º luglio)
- Francia -  Irlanda del Nord 4-1 (gruppo D - secondo turno - 4 luglio)